# Список партизан и подпольщиков — Героев Советского Союза и Героев Российской Федерации
22 июня 1941 года началась Великая Отечественная война. В короткий срок немецким войскам удалось захватить территории Белорусской, Латвийской, Литовской, Молдавской, Украинской, Эстонской ССР, а также часть РСФСР и Карело-Финской ССР. Сразу же на оккупированных пространствах разгоралась партизанская и подпольная борьба. Уже к концу 1941 года в тылу немецких войск действовало более 2000 партизанских отрядов общей численностью 90 тысяч человек. Всего за время войны в вооружённой борьбе участвовало свыше 1,1 млн партизан, многие из которых были награждены орденами и медалями СССР, а 250 человек стали Героями Советского Союза. После распада СССР звание Героя Российской Федерации было присвоено ещё 10 партизанам.
Первыми Героями стали белорусские партизаны Тихон Пименович Бумажков и Фёдор Илларионович Павловский. Указ об их награждении состоялся 6 августа 1941 года.
В списке в алфавитном порядке представлены партизаны и подпольщики, удостоенные звания Героя Советского Союза и Героя Российской Федерации за подвиги, совершённые в годы Великой Отечественной войны. Список составлен по книге «Партизанское движение (По опыту Великой Отечественной войны 1941—1945 гг.)», написанной коллективом авторов, и дополнен сведениями из интернет проекта «Герои Страны».
 Серым цветом  в таблице выделены погибшие во время Великой Отечественной войны.

## Дважды Герои Советского Союза
| № | Фамилия Имя Отчество       | Годы жизни             | Дата Указа Президиума Верховного Совета СССР о награждении | Национальность | Их именами названы                                                                                       | Должность                                                                                         |
| - | -------------------------- | ---------------------- | ---------------------------------------------------------- | -------------- | --- | ------------------------------------------------------------------------------------------------- |
| 1 | Ковпак, Сидор Артемьевич   | 7.06.1887 — 11.12.1967 | 18.05.1942 4.01.1944                                       | Украинец       | улицы в Киеве, Сумах, Нижнем Новгороде, Полтаве, Харькове, Севастополе и других городах России и Украины | Командир партизанского соединения                                                                 |
| 2 | Фёдоров, Алексей Фёдорович | 30.03.1901 — 9.09.1989 | 18.05.1942 4.01.1944                                       | Украинец       | улица в Торезе                                                                                           | Секретарь Черниговского и Волынского подпольных обкомов КП(б)У. Командир партизанского соединения |

## Герои Советского Союза
| №   | Фамилия Имя Отчество                              | Годы жизни              | Дата Указа Президиума Верховного Совета СССР о награждении | Национальность | Их именами названы | Должность                                                                             | Для погибших обстоятельства смерти              |
| --- | ------------------------------------------------- | ----------------------- | ---------------------------------------------------------- | -------------- | --- | ------------------------------------------------------------------------------------- | ----------------------------------------------- |
| 1   | Азончик, Александр Семёнович                      | 10.08.1908 — 08.02.1995 | 1.01.1944                                                  | Белорус        | | Командир партизанской бригады                                                         |                                                 |
| 2   | Алексонис, Юозас Юльевич                          | 23.10.1913 — 05.04.1944 | 1.07.1958                                                  | Литовец        | | Подпольщик-радист                                                                     | Погиб                                           |
| 3   | Андреев, Андрей Иванович                          | 19.12.1913 — 27.03.1944 | 8.05.1965                                                  | Украинец       | | Проводник десантного отряда, высадившегося в г. Николаеве                             | Погиб в бою                                     |
| 4   | Апивала, Станисловас Петрович                     | 19.06.1920 — 1999       | 2.07.1945                                                  | Литовец        | | Командир партизанского отряда «Вильнюс»                                               |                                                 |
| 5   | Арефьев, Константин Артемьевич                    | 25.12.1915 — 08.03.1948 | 2.05.1945                                                  | Украинец       | | Командир партизанского отряда «За Победу»                                             |                                                 |
| 6   | Артозеев, Георгий Сергеевич                       | 17.10.1911 — 17.11.1999 | 4.01.1944                                                  | Украинец       | | Командир партизанского взвода минёров                                                 |                                                 |
| 7   | Бакрадзе, Давид Ильич                             | 21.01.1912 — 13.12.1977 | 7.08.1944                                                  | Грузин         | | Командир партизанского полка                                                          |                                                 |
| 8   | Бакулин, Иван Иванович                            | 29.07.1900 — 24.09.1942 | 8.05.1965                                                  | Русский        | улица в Харькове | Первый секретарь Харьковского подпольного обкома КП(б)У                               | Погиб в заключении                              |
| 9   | Балицкий, Григорий Васильевич                     | 12.03.1906 — 06.12.1989 | 7.03.1943                                                  | Украинец       | | Командир диверсионной группы                                                          |                                                 |
| 10  | Банов, Иван Николаевич                            | 29.08.1916 — 09.02.1982 | 4.02.1944                                                  | Русский        | | Командир партизанского соединения                                                     |                                                 |
| 11  | Барыкин, Емельян Игнатьевич                       | 2.08.1902 — 25.03.1951  | 1.01.1944                                                  | Русский        | улица в Гомеле | Начальник штаба областного партизанского соединения                                   |                                                 |
| 12  | Батюк, Яков Петрович                              | 12.05.1918 — 07.09.1943 | 8.05.1965                                                  | Украинец       | улица в Нежине | Командир подпольной группы в г. Нежине                                                | Расстрелян                                      |
| 13  | Бевз, Иван Васильевич                             | 30.08.1903 — 13.01.1943 | 8.05.1965                                                  | Русский        | улицы в Виннице и Темрюке | Руководитель подпольной организации в Виннице                                         | Расстрелян                                      |
| 14  | Бельский, Иосиф Александрович                     | 4.10.1903 — 25.06.1966  | 15.08.1944                                                 |                | улица в Минске | Секретарь Минского подпольного обкома КП(б)Б                                          |                                                 |
| 15  | Бисениек, Анастасия Александровна                 | 1899 — 10.1943          | 8.05.1965                                                  | Русская        | улица в городе Дно | Руководитель подпольной организации в г. Дно                                          | Расстреляна                                     |
| 16  | Бовкун, Иван Михайлович                           | 20.02.1908 — 08.07.1988 | 4.01.1944                                                  | Украинец       | | Командир партизанского соединения                                                     |                                                 |
| 17  | Бондаренко, Алексей Дмитриевич                    | 11.08.1911 — 14.12.1956 | 1.09.1942                                                  | Русский        | | Комиссар объединения партизанских отрядов юго-западных районов Орловской области      |                                                 |
| 18  | Бондаренко, Владимир Илларионович                 | 15.07.1914 — 06.11.1943 | 2.05.1945                                                  | Русский        | | Командир партизанского отряда                                                         | Погиб в бою                                     |
| 19  | Бориса, Губертас Иокубович                        | 27.08.1920 — 27.04.1944 | 1.07.1958                                                  | Литовец        | улица в Утена | Командир партизанской группы                                                          | Погиб в заключении                              |
| 20  | Борканюк, Алексей Алексеевич                      | 16.01.1901 — 03.10.1942 | 8.05.1965                                                  | Украинец       | | Подпольщик-диверсант                                                                  | Расстрелян                                      |
| 21  | Бородий, Алексей Демьянович                       | 23.04.1902 — 30.05.1943 | 8.05.1965                                                  | Украинец       | улица в Житомире | Секретарь Житомирского подпольного обкома КП(б)У                                      | Расстрелян                                      |
| 22  | Бородин, Тимофей Степанович                       | 14.08.1917 — 20.06.1942 | 8.05.1965                                                  | Белорус        | улица в Гомеле | Руководитель подпольной группы в Гомеле                                               | Расстрелян                                      |
| 23  | Брайко, Пётр Евсеевич                             | 09.9.1919 — 07.04.2018  | 7.08.1944                                                  | Украинец       | | Командир партизанского полка                                                          |                                                 |
| 24  | Братчиков, Геннадий Иванович                      | 10.03.1914 — 10.12.1944 | 24.03.1945                                                 | Русский        | улица в Кудымкаре | Командир партизанской разведывательной группы                                         | Погиб в бою                                     |
| 25  | Бринский, Антон Петрович                          | 10.06.1906 — 14.06.1981 | 4.02.1944                                                  | Украинец       | улицы в Нижнем Новгороде и Луцке | Командир партизанского отряда                                                         |                                                 |
| 26  | Бугайченко, Иван Фёдотович                        | 15.08.1913 — 14.01.1943 | 8.05.1965                                                  | Украинец       | | Секретарь Житомирского подпольного РК КП(б)У                                          | Казнён                                          |
| 27  | Буйко, Пётр Михайлович                            | 31.10.1895 — 15.10.1943 | 7.08.1944                                                  | Белорус        | улица в Киеве, Львове, Горловке | Руководитель подпольной группы в больнице Фастова, затем врач партизанского батальона | Казнён                                          |
| 28  | Булат, Борис Адамович                             | 12.07.1912 — 27.03.1984 | 15.08.1944                                                 | Русский        | | Командир партизанской бригады «Вперёд»                                                |                                                 |
| 29  | Бумажков, Тихон Пименович                         | 30.06.1910 — 01.12.1941 | 6.08.1941                                                  | Белорус        | | Командир партизанского отряда «Красный Октябрь»                                       | Погиб в бою                                     |
| 30  | Бычок, Олег Сергеевич                             | 18.09.1921 — 07.05.1944 | 5.11.1944                                                  | Украинец       | улица в городе Бобровица | Командир партизанского отряда                                                         | Погиб при выполнении задания                    |
| 31  | Васильев, Николай Григорьевич                     | 27.06.1908 — 25.03.1943 | 2.04.1944                                                  | Русский        | проспект в Валдае, улице в Пскове | Командир партизанской бригады                                                         | Умер от болезни                                 |
| 32  | Ваупшасов, Станислав Алексеевич                   | 27.07.1899 — 19.11.1976 | 5.11.1944                                                  | Литовец        | улица в Минске | Командир партизанского отряда                                                         |                                                 |
| 33  | Верховский, Евгений Фёдорович                     | 27.11.1905 — 21.10.1986 | 2.05.1945                                                  | Украинец       | | Командир партизанской группы подрывников                                              |                                                 |
| 34  | Вершигора, Пётр Петрович                          | 16.05.1905 — 23.03.1963 | 7.08.1944                                                  | Украинец       | улицы в Киеве, Кременчуге, Донецке, Кривом Роге, Горловке | Командир Первой Украинской партизанской дивизии                                       |                                                 |
| 35  | Винокуров, Александр Архипович                    | 28.08.1921 — 31.05.1970 | 2.04.1944                                                  | Русский        | | Командир партизанского отряда                                                         |                                                 |
| 36  | Витас, Юозас Томович                              | 8.01.1899 — 1943        | 8.05.1965                                                  | Литовец        | Ранее улица в Вильнюсе | Руководитель подполья в г. Вильнюс                                                    | Погиб в заключении                              |
| 37  | Войцехович, Василий Александрович                 | 5.01.1913 — 21.04.1987  | 7.08.1944                                                  | Украинец       | | Начальник штаба партизанской дивизии                                                  |                                                 |
| 38  | Волкова, Надежда Терентьевна                      | 24.06.1920 — 26.11.1942 | 8.05.1965                                                  | Украинка       | улица в Волчанске | Связная Харьковского подпольного обкома комсомола                                     | Погибла в бою                                   |
| 39  | Волынец, Андрей Иванович                          | 19.01.1904 — 30.03.1965 | 15.08.1944                                                 | Белорус        | | Командир партизанской бригады «За Советскую Беларусь»                                 |                                                 |
| 40  | Волынец, Пётр Каленикович                         | 21.01.1924 — 02.04.1943 | 8.05.1965                                                  | Украинец       | | Комиссар партизанского соединения                                                     | Погиб в бою                                     |
| 41  | Галецкий, Пётр Антонович                          | 20.05.1919 — 20.10.1942 | 8.05.1965                                                  | Белорус        | | Подрывник партизанского отряда «Победа»                                               | Погиб при выполнении задания                    |
| 42  | Галкин, Кузьма Иванович                           | 25.10.1924 — 24.10.1942 | 8.05.1965                                                  | Украинец       | | Подпольщик в г. Хотин                                                                 | Казнён                                          |
| 43  | Галушкин, Борис Лаврентьевич                      | 12.08.1919 — 15.06.1944 | 5.11.1944                                                  | Русский        | улицы в Москве, Грозном и Белово | Командир партизанского отряда                                                         | Погиб в бою                                     |
| 44  | Герман, Александр Викторович                      | 24.05.1915 — 06.09.1943 | 2.04.1944                                                  | Русский        | улицы в Санкт-Петербурге, Великом Новгороде, Новоржеве, Порхове, Валдае, Острове | Командир 3-й Ленинградской партизанской бригады                                       | Погиб в бою                                     |
| 45  | Гнидаш, Кузьма Савельевич                         | 17.11.1914 — 19.06.1944 | 24.03.1945                                                 | Украинец       | улица в Слониме | Командир оперативно-диверсионного центра в тылу противника                            | Покончил жизнь самоубийством во избежание плена |
| 46  | Голиков, Леонид Александрович                     | 17.06.1926 — 24.01.1943 | 2.04.1944                                                  | Русский        | улицы в Великом Новгороде, Санкт-Петербурге | Партизан-разведчик                                                                    | Погиб в бою                                     |
| 47  | Горячев, Николай Иванович                         | 24.04.1924 — 04.1943    | 8.05.1965                                                  | Русский        | | Партизан-разведчик                                                                    | Покончил жизнь самоубийством во избежание плена |
| 48  | Грабчак, Андрей Михайлович                        | 23.11.1910 — 19.06.1973 | 2.05.1945                                                  | Украинец       | | Командир партизанского соединения                                                     |                                                 |
| 49  | Гречаный, Парфентий Карпович                      | 21.11.1924 — 01.03.1943 | 1.07.1958                                                  | Украинец       | | Руководитель подпольной организации «Партизанская искра» в селе Крымка                | Покончил жизнь самоубийством во избежание плена |
| 50  | Григорьев, Александр Григорьевич                  | 12.03.1904 — 19.10.1943 | 2.04.1944                                                  | Русский        | | Комиссар 3-го партизанского полка 3-й Ленинградской партизанской бригады              | Погиб в бою                                     |
| 51  | Григорьев, Григорий Петрович                      | 1914 — 15.01.1944       | 2.04.1944                                                  | Русский        | село в Батецком районе Новгородской области, улица в Сестрорецке | Командир партизанского отряда                                                         | Погиб в бою                                     |
| 52  | Гришин, Сергей Владимирович                       | 18.03.1917 — 25.06.1994 | 7.03.1943                                                  | Русский        | | Командир партизанской бригады                                                         |                                                 |
| 53  | Громова, Ульяна Матвеевна                         | 3.01.1924 — 16.01.1943  | 13.09.1943                                                 | Русская        | улицы в Калининграде, Тольятти, Казани, Красноярске, Липецке, Луганске | Член штаба подпольной организации «Молодая гвардия» в г. Краснодон                    | Погибла в заключении                            |
| 54  | Гуляев, Дмитрий Тимофеевич                        | 5.11.1915 — 05.09.1943  | 15.08.1944                                                 | Украинец       | улицы в Старобине, Солигорске | Командир 101-й партизанской бригады                                                   | Погиб в бою                                     |
| 55  | Гурьянов, Михаил Алексеевич                       | 10.10.1903 — 27.11.1941 | 16.02.1942                                                 | Русский        | улицы в Москве и Обнинске | Комиссар партизанского отряда                                                         | Казнён                                          |
| 56  | Гусейн-заде, Мехти Ганифа оглы                    | 22.12.1918 — 16.11.1944 | 10.04.1957                                                 | Азербайджанец  | улицы в Баку и Тертере | Участник движения сопротивления в Югославии и Италии                                  | Погиб в бою                                     |
| 57  | Данукалов, Алексей Фёдорович                      | 29.02.1916 — 27.04.1944 | 15.08.1944                                                 | Русский        | улицы в Витебске, Лепеле | Командир партизанской бригады                                                         | Погиб в бою                                     |
| 58  | Дмитриев, Борис Михайлович                        | 11.06.1924 — 23.02.1944 | 15.08.1944                                                 | Русский        | | Командир партизанской группы подрывников                                              | Погиб в бою                                     |
| 59  | Дроздович, Викентий Иосифович                     | 15.08.1911 — 03.12.1942 | 8.05.1965                                                  | Белорус        | | Командир партизанского взвода                                                         | Погиб в бою                                     |
| 60  | Дружинин, Владимир Николаевич                     | 25.12.1907 — 20.08.1976 | 4.01.1944                                                  | Русский        | | Комиссар Черниговско-Волынского партизанского соединения                              |                                                 |
| 61  | Дубровский, Фёдор Фомич                           | 17.04.1901 — 03.03.1970 | 16.09.1943                                                 | Белорус        | | Командир партизанской бригады                                                         |                                                 |
| 62  | Дука, Михаил Ильич                                | 27.08.1909 — 11.10.1976 | 1.09.1942                                                  | Украинец       | улица в Брянске | Командир партизанской бригады                                                         |                                                 |
| 63  | Дьяченко, Дарья Григорьевна                       | 2.04.1924 — 02.04.1944  | 1.07.1958                                                  | Украинка       | | Член подпольной организации «Партизанская искра» в селе Крымка                        | Расстреляна                                     |
| 64  | Егоров, Алексей Семёнович                         | 22.11.1914 — 15.04.1970 | 2.05.1945                                                  | Русский        | | Командир 1-й Чехословацкой партизанской бригады                                       |                                                 |
| 65  | Егоров, Владимир Васильевич                       | 31.12.1923 — 08.04.1981 | 2.04.1944                                                  | Русский        | | Командир партизанского полка                                                          |                                                 |
| 66  | Емлютин, Дмитрий Васильевич                       | 7.11.1907 — 19.07.1966  | 1.09.1942                                                  | Русский        | улицы в Саратове и Брянске | Командир объединённого командования партизанский отрядов Брянской и Сумской областей  |                                                 |
| 67  | Жунин, Сергей Георгиевич                          | 18.08.1906 — 27.01.1977 | 15.08.1944                                                 | Русский        | улица в посёлке городского типа Круглое Могилёвской области | Командир 8-й партизанской бригады                                                     |                                                 |
| 68  | Залилов Муса Мустафович (Муса Джалиль)            | 15.02.1906 - 25.08.1944 | 2.02.1956                                                  | Татарин        | Посёлок в Татарстане, улицы и проспекты во многих городах бывшего СССР, театр в Казани, школы в Москве, Челябинске и Киришах, библиотека в Ижевске, кинотеатр в Нижнекамске, астероид, фонд, литературная премия. | Активный участник антифашистской подпольной группы в легионе "Идель-Урал".            | Казнён.                                         |
| 69  | Заслонов, Константин Сергеевич                    | 7.01.1910 — 14.11.1942  | 7.03.1943                                                  | Русский        | улицы в Санкт-Петербурге, Витебске, Орше, Гомеле, Гродно, Киеве, Минске, Хабаровске, Уфе и других городах | Командир партизанских сил Оршанской зоны                                              | Погиб в бою                                     |
| 70  | Захаров, Иван Кузьмич                             | 13.08.1909 — 15.08.1982 | 1.01.1944                                                  | Белорус        | улица в Минске | Командир партизанской бригады имени М. В. Фрунзе                                      |                                                 |
| 71  | Збанацкий, Григорий Олиферович                    | 1.01.1914 — 25.05.1994  | 4.01.1944                                                  | Украинец       | | Командир партизанского соединения имени Щорса                                         |                                                 |
| 72  | Зебницкий, Николай Васильевич                     | 17.12.1919 — 29.11.1975 | 1.01.1944                                                  | Русский        | улица в Тайынша | Командир партизанского отряда особого назначения «Вторые»                             |                                                 |
| 73  | Земнухов, Иван Александрович                      | 8.09.1923 — 15.01.1943  | 13.09.1943                                                 | Русский        | улицы в Новосибирске, Калининграде, Петрозаводске, Орле, Волгограде, Сочи | Член штаба подпольной организации «Молодая гвардия» г. Краснодон                      | Погиб в заключении                              |
| 74  | Зенькова, Ефросинья Савельевна                    | 22.12.1923 — 19.04.1984 | 1.07.1958                                                  | Белоруска      | | Руководитель Обольской подпольной организации «Юные мстители»                         |                                                 |
| 75  | Зиновьев Василий Иванович                         | 1909 — 18.01.1942       | 2.04.1944                                                  | Русский        | улица в Холме | Командир партизанского отряда «Дружный»                                               | Погиб в заключении                              |
| 76  | Зубарев, Александр Гордеевич                      | 29.08.1916 — 15.02.1942 | 8.05.1965                                                  | Украинец       | улицы в Харькове, Дружковке | Секретарь Харьковского подпольного обкома комсомола                                   | Расстрелян                                      |
| 77  | Иванов, Алексей Григорьевич                       | 1920 — 25.04.1944       | 7.08.1944                                                  | Русский        | | Начальник штаба партизанского диверсионного батальона                                 | Погиб в бою                                     |
| 78  | Игнатов, Гений Петрович                           | 20.03.1925 — 10.10.1942 | 7.03.1943                                                  | Русский        | Именем братьев названы улицы в Краснодаре, Перми, Нижнем Новгороде, Волгограде | Партизан-подрывник                                                                    | Погиб при выполнении боевого задания            |
| 79  | Игнатов, Евгений Петрович                         | 20.08.1915 — 10.10.1942 | 7.03.1943                                                  | Русский        | Именем братьев названы улицы в Краснодаре, Перми, Нижнем Новгороде, Волгограде | Командир партизанской группы минёров                                                  | Погиб при выполнении боевого задания            |
| 80  | Ижукин, Алексей Иванович                          | 13.03.1913 — 19.12.1992 | 1.09.1942 г,                                               | Русский        | улица в посёлке Навля | Командир партизанской группы минёров                                                  |                                                 |
| 81  | Исаченко, Александр Лаврентьевич                  | 14.03.1919 — 07.10.1942 | 1.01.1944                                                  | Белорус        | улица в Гомеле | Разведчик-подрывник подпольной организации                                            | Погиб при подготовке к операции                 |
| 82  | Кабушкин, Иван Константинович                     | 15.02.1915 — 04.07.1943 | 8.05.1965                                                  | Русский        | улица в Минске | Руководитель оперативной группы Минского советского подполья                          | Казнён                                          |
| 83  | Казей, Марат Иванович                             | 29.10.1929 — 11.05.1944 | 8.05.1965                                                  | Белорус        | улица в Минске | Разведчик штаба партизанской бригады                                                  | Погиб в бою                                     |
| 84  | Казинец, Исай Павлович                            | 9.04.1910 — 07.05.1942  | 8.05.1965                                                  | Еврей          | улица в Минске | Секретарь Минского подпольного горкома КП(б)Б                                         | Казнён                                          |
| 85  | Калач, Борис Филиппович                           | 11.08.1923 — 18.12.2001 | 2.05.1945                                                  | Украинец       | | Командир партизанской группы подрывников                                              |                                                 |
| 86  | Карасёв Виктор Александрович                      | 26.03.1918 — 31.01.1991 | 5.11.1944                                                  | русский        | | Командир партизанского отряда                                                         |                                                 |
| 87  | Карицкий, Константин Дионисьевич                  | 26.09.1913 — 16.10.2002 | 2.04.1944                                                  | Украинец       | | Командир 5-й Ленинградской партизанской бригады                                       |                                                 |
| 88  | Касаев, Осман Мусаевич                            | 11.10.1916 — 18.02.1944 | 8.05.1965                                                  | Карачаевец     | улицы в Могилёве и Черкесске, село Осман-Касаево | Командир 121-го партизанского полка                                                   | Умер от ран                                     |
| 89  | Квитинский, Вячеслав Антонович                    | 25.11.1920 — 30.11.1995 | 2.05.1945                                                  | Белорус        | | Командир партизанской бригады                                                         |                                                 |
| 90  | Кедышко, Николай Александрович                    | 3.08.1923 — 07.11.1943  | 8.05.1965                                                  | Белорус        | улица в Минске | Руководитель подпольной организации в Минске                                          | Застрелился во избежание плена                  |
| 91  | Кисляк, Мария Тимофеевна                          | 6.03.1925 — 18.06.1943  | 8.05.1965                                                  | Украинка       | улица в Харькове | Руководитель подпольной организации в Харькове                                        | Казнена                                         |
| 92  | Клейн, Роберт Александрович                       | 9.03.1913 — 30.01.1990  | 4.01.1944                                                  | Немец          | | Командир разведывательной роты партизанского соединения                               |                                                 |
| 93  | Клещёв, Алексей Ефимович                          | 25.02.1905 — 13.12.1968 | 1.01.1944                                                  | Белорус        | улица в Полоцке | Командир Пинского партизанского соединения                                            |                                                 |
| 94  | Клоков, Всеволод Иванович                         | 25.06.1917 — 11.10.2004 | 2.05.1945                                                  | Русский        | | Командир группы подрывников                                                           |                                                 |
| 95  | Клумов, Евгений Владимирович                      | 16.12.1878 — 10.02.1944 | 8.05.1965                                                  | Русский        | улица и переулок в Минске | Врач-подпольшик                                                                       | Погиб в лагере смерти Тростенец                 |
| 96  | Ковалёв, Филипп Иванович                          | 27.11.1916 — 17.03.1944 | 15.08.1944                                                 | Белорус        | улица в Черикове | Командир группы подрывников                                                           | Погиб в бою                                     |
| 97  | Кожар, Илья Павлович                              | 3.08.1902 — 13.10.1967  | 1.01.1944                                                  | Белорус        | улица в Гомеле | Командир Гомельского партизанского соединения                                         |                                                 |
| 98  | Козлов, Василий Иванович                          | 3.03.1903 — 02.12.1967  | 1.09.1942                                                  | Белорус        | улица в Минске | Командир Минского партизанского соединения                                            |                                                 |
| 99  | Колесова, Елена Фёдоровна                         | 8.06.1920 — 11.09.1942  | 21.11.1944                                                 | Русская        | улицы в Волгограде, Москве, Ярославле и Крупках | Командир разведывательно-диверсионной группы отряда спецназначения                    | Погибла в бою                                   |
| 100 | Копёнкин, Иван Иосифович                          | 31.01.1917 — 06.06.1942 | 18.05.1942                                                 | Украинец       | улицы в Запорожье и Миргороде | Командир партизанского отряда имени С. М. Будённого                                   | Погиб                                           |
| 101 | Корж, Василий Захарович                           | 14.01.1899 — 05.05.1967 | 15.08.1944                                                 | Белорус        | улицы в Минске, Пинске, Солигорске | Командир Пинского партизанского соединения                                            |                                                 |
| 102 | Королёв Николай Филиппович                        | 1.07.1906 — 07.04.1972  | 1.01.1944                                                  | Белорус        | улицы в Могилёве и Осиповичах | Командир партизанской бригады                                                         |                                                 |
| 103 | Космодемьянская, Зоя Анатольевна                  | 13.09.1923 — 29.11.1941 | 16.02.1942                                                 | Русская        | улицы во многих городах России и Украины | Партизанка                                                                            |                                                 |
| 104 | Котик, Валентин Александрович                     | 11.02.1930 — 17.02.1944 | 27.06.1958                                                 | Украинец       | улицы в Киеве, Калининграде, Ровно, Екатеринбурге, Нижнем Новгороде, Кривом Роге | Разведчик партизанского отряда                                                        | Умер от ран                                     |
| 105 | Котченко, Фёдор Петрович                          | 15.05.1918 — 17.07.1995 | 1.01.1944                                                  | Белорус        | | Командир партизанской разведывательно-диверсионной группы                             |                                                 |
| 106 | Кочетков, Алексей Гаврилович                      | 30.03.1918 — 15.11.1942 | 4.01.1944                                                  | Русский        | улицы в Хойники, Липецке | Командир партизанской роты                                                            | Погиб в бою                                     |
| 107 | Кошевой, Олег Васильевич                          | 8.06.1926 — 09.02.1943  | 13.09.1943                                                 | Русский        | улицы в Иркутске, Казани, Чебоксарах, Мурманске, Брянске, Пскове, Калининграде, Минске | Комиссар и член штаба подпольной организации «Молодая гвардия»                        | Расстрелян                                      |
| 108 | Кравченко, Фёдор Иосифович                        | 4.03.1912 — 19.11.1988  | 2.05.1945                                                  | Русский        | | Командир партизанского отряда имени Богуна                                            |                                                 |
| 109 | Кривец, Александр Елисеевич                       | 13.09.1919 — 27.01.1992 | 4.01.1944                                                  | Украинец       | | Командир партизанского диверсионного отряда имени Н. Щорса                            |                                                 |
| 110 | Кудря, Иван Данилович                             | 7.07.1912 — 11.1942     | 8.05.1965                                                  | Украинец       | улица в Киеве и Борисполе | Руководитель подпольной организации Киева                                             | Погиб в фашистских застенках                    |
| 111 | Кудряшов, Владимир Исидорович                     | 21.10.1909 — 15.07.1942 | 2.05.1945                                                  | Украинец       | улица в Киеве | Командир партизанского отряда                                                         | Расстрелян                                      |
| 112 | Кузин, Илья Николаевич                            | 1.08.1919 — 28.04.1960  | 16.02.1942                                                 | Русский        | | Командир партизанской разведывательной группы                                         |                                                 |
| 113 | Кузнецов, Николай Иванович                        | 27.07.1911 — 09.03.1944 | 5.11.1944                                                  | Русский        | город Кузнецовск, улицы в Омске, Киеве, Уфе | Партизан-разведчик                                                                    | Погиб в бою                                     |
| 114 | Кузьмин, Матвей Кузьмич                           | 3.08.1858 — 14.02.1942  | 8.05.1965                                                  | Русский        | улица в Великих Луках | Крестьянин-патриот, повторивший подвиг Ивана Сусанина                                 |                                                 |
| 115 | Кулик, Илья Александрович                         | 2.08.1924 — 29.11.1942  | 8.05.1965                                                  | Украинец       | улица в Херсоне | Член подпольной организации г. Херсон                                                 | Погиб в бою                                     |
| 116 | Кульбака, Пётр Леонтьевич                         | 8.07.1902 — 10.02.1971  | 7.08.1944                                                  | Украинец       | | Командир партизанского полка                                                          |                                                 |
| 117 | Кульман, Хелена Андресовна                        | 31.01.1920 — 06.03.1943 | 8.05.1965                                                  | Эстонка        | | Партизанка-разведчица                                                                 | Погибла в застенках                             |
| 118 | Куриленко, Владимир Тимофеевич                    | 25.12.1924 — 13.05.1942 | 1.09.1942                                                  | Русский        | улицы в Смоленске и Велиже | Подрывник партизанского отряда                                                        | Погиб                                           |
| 119 | Кухарев, Фёдор Яковлевич                          | 18.03.1924 — 20.05.1946 | 15.08.1944                                                 | Белорус        | | Командир партизанской группы минёров                                                  |                                                 |
| 120 | Лавринович, Эдуард Викторович                     | 25.10.1909 — 12.03.1982 | 15.08.1944                                                 | Белорус        | | Командир партизанского взвода минёров                                                 |                                                 |
| 121 | Ленкин, Александр Николаевич                      | 25.12.1916 — 22.07.1964 | 7.08.1944                                                  | Русский        | улица в Горно-Алтайске | Командир партизанского кавалерийского дивизиона                                       |                                                 |
| 122 | Ливенцев, Виктор Ильич                            | 21.04.1918 — 28.09.2009 | 1.01.1944                                                  | Русский        | улица в Бобруйске | Командир 1-й Бобруйской партизанской бригады                                          |                                                 |
| 123 | Линьков, Григорий Матвеевич                       | 4.02.1899 — 17.12.1961  | 20.01.1944                                                 | Русский        | | Командир 1-го Белорусского партизанского отряда                                       |                                                 |
| 124 | Лисицына, Анна Михайловна                         | 14.02.1922 — 03.08.1942 | 25.09.1943                                                 | Вепс           | улица в Петрозаводске | Связная-разведчица                                                                    | Утонула при выполнении задания                  |
| 125 | Лобанок, Владимир Елисеевич                       | 3.07.1907 — 04.11.1984  | 16.09.1943                                                 | Белорус        | улицы в Минске и Лепеле | Командир Лепельской партизанской бригады имени И. В. Сталина                          |                                                 |
| 126 | Лопатин, Пётр Григорьевич                         | 5.01.1907 — 09.07.1974  | 15.08.1944                                                 | Русский        | улица в Борисове | Командир партизанской бригады                                                         |                                                 |
| 127 | Лорченко, Леонид Дмитриевич                       | 24.07.1925 — 18.07.1943 | 8.05.1965                                                  | Белорус        | улица в посёлке Белыничи | Боец партизанского отряда                                                             | Погиб в бою                                     |
| 128 | Лукашевич, Алексей Стефанович                     | 3.06.1924 — 13.11.1943  | 15.08.1944                                                 | Белорус        | | Подрывник партизанского отряда                                                        | Погиб в бою                                     |
| 129 | Лягин, Виктор Александрович                       | 31.12.1908 — 17.07.1943 | 5.11.1944                                                  | Русский        | улица в Николаеве | Руководитель подпольной группы в г. Николаеве                                         | Расстрелян                                      |
| 130 | Мазаник, Елена Григорьевна                        | 4.04.1914 — 07.04.1996  | 29.10.1943                                                 | Белоруска      | | Подпольщица, г. Минск                                                                 |                                                 |
| 131 | Малышев, Михаил Григорьевич                       | 27.11.1916 — 27.08.1994 | 2.05.1945                                                  | Русский        | | Командир партизанской роты                                                            |                                                 |
| 132 | Малышев, Фёдор Алексеевич                         | 20.04.1914 — 01.05.2005 | 15.08.1944                                                 | Белорус        | | Командир разведывательно-диверсионной группы                                          |                                                 |
| 133 | Манкович, Степан Степанович                       | 13.05.1905 — 18.04.1978 | 1.01.1944                                                  | Белорус        | | Комиссар партизанской бригады «Железняк»                                              |                                                 |
| 134 | Мариненко, Татьяна Савельевна                     | 25.01.1920 — 02.08.1942 | 8.05.1965                                                  | Белоруска      | улица в Полоцке | Подпольщица-связная партизанской бригады «Неуловимые»                                 | Расстреляна                                     |
| 135 | Марков, Пётр Андреевич                            | 13.07.1905 — 08.03.1983 | 2.05.1945                                                  | Русский        | | Командир партизанского отряда                                                         |                                                 |
| 136 | Марков, Фёдор Григорьевич                         | 24.12.1913 — 27.01.1958 | 1.01.1944                                                  | Русский        | улица в Молодечно | Командир партизанской бригады                                                         |                                                 |
| 137 | Мармулёв Михаил Глебович                          | 8.11.1917 — 20.04.1985  | 15.08.1944                                                 | Русский        | | Командир партизанской бригады «Буревестник»                                           |                                                 |
| 138 | Масловская, Анна Ивановна                         | 6.01.1920 — 11.11.1980  | 15.08.1944                                                 | Белоруска      | | Помощник комиссара партизанского отряда                                               |                                                 |
| 139 | Мачульский, Роман Наумович                        | 30.11.1903 — 26.04.1990 | 1.01.1944                                                  | Белорус        | | Командир партизанского соединения Борисовско-Бегомльской зоны                         |                                                 |
| 140 | Машеров, Пётр Миронович                           | 13.02.1918 — 04.10.1980 | 15.08.1944                                                 | Белорус        | проспект в Минске | Комиссар партизанской бригады имени К. К. Рокоссовского                               |                                                 |
| 141 | Медведев, Дмитрий Николаевич                      | 22.08.1898 — 14.12.1954 | 5.11.1944                                                  | Русский        | улицы в Москве, Брянске, Кировограде | Командир партизанского разведывательного отряда «Победители»                          |                                                 |
| 142 | Мелентьева, Мария Владимировна                    | 24.03.1924 — 02.07.1943 | 25.09.1943                                                 | Карелка        | улица в Петрозаводске | Партизанка                                                                            | Расстреляна                                     |
| 143 | Мельникайте, Марите Юозовна                       | 18.03.1923 — 13.07.1943 | 22.03.1944                                                 | Литовка        | улицы в Минске и Тюмени | Партизанка                                                                            | Казнена                                         |
| 144 | Мирковский, Евгений Иванович                      | 31.01.1904 — 10.08.1992 | 5.11.1944                                                  | Белорус        | | Командир диверсионного отряда                                                         |                                                 |
| 145 | Михайлашев, Николай Афанасьевич                   | 19.12.1917 — 19.02.2008 | 5.11.1944                                                  | Русский        | | Командир разведывательно-диверсионной группы «Буря»                                   |                                                 |
| 146 | Михайлов, Фёдор Михайлович                        | 30.05.1898 — 05.08.1942 | 8.05.1965                                                  | Русский        | улица в Ульяновске | Руководитель подпольной организации в г. Славута                                      | Казнён                                          |
| 147 | Молодцов, Владимир Александрович                  | 5.06.1911 — 12.07.1942  | 5.11.1944                                                  | Русский        | улицы в Москве, Одессе, Рязани, Туле, Донском, Кратово | Командир подпольного разведывательно-диверсионного отряда в Одессе                    | Расстрелян                                      |
| 148 | Моргуненко, Владимир Степанович                   | 12.10.1905 — 28.02.1943 | 1.07.1958                                                  | Украинец       | | Руководитель подпольной организации «Партизанская искра» в селе Крымка                | Расстрелян                                      |
| 149 | Морозов, Семён Григорьевич                        | 25.09.1914 — 23.02.1943 | 8.05.1965                                                  | Русский        | улица в Таганроге | Руководитель подпольной организации в Таганроге                                       |                                                 |
| 150 | Морозова, Анна Афанасьевна                        | 23.05.1921 — 31.12.1944 | 8.05.1965                                                  | Русская        | улицы в Брянске, Жуковке, Мосальске | Руководитель подпольной организации в посёлке Сеща                                    | Погибла в бою                                   |
| 151 | Мосулишвили, Форе Николаевич                      | 2.08.1916 — 12.1944     | 5.05.1990                                                  | Грузин         | улица в Тбилиси | Участник движения Сопротивления в Италии                                              | Застрелился во избежание плена                  |
| 152 | Музалёв Иван Алексеевич                           | 15.12.1920 — 07.03.1984 | 2.05.1945                                                  | Русский        | | Командир Шепетовского партизанского отряда                                            |                                                 |
| 153 | Назарова, Клавдия Ивановна                        | 15.10.1920 — 12.12.1942 | 20.08.1945                                                 | Русская        | улицы в Острове, Пскове, Калининграде, Ленинск-Кузнецком | Руководитель подпольной организации г. Остров                                         | Казнена                                         |
| 154 | Налепка, Ян                                       | 20.09.1912 — 16.11.1943 | 2.05.1945                                                  | Словак         | улицы в Ельске, Лельчицах, Овруче | Командир партизанского отряда                                                         | Погиб в бою                                     |
| 155 | Наумов, Михаил Иванович                           | 16.10.1908 — 08.02.1974 | 7.03.1943                                                  | Русский        | улицы в Киеве, Перми, | Командир партизанского кавалерийского соединения                                      |                                                 |
| 156 | Неклюдов, Валентин Леонидович                     | 2.7.1910 — 21.05.1979   | 5.11.1944                                                  | Русский        | | Командир партизанского отряда «Боевой»                                                |                                                 |
| 157 | Никитин, Иван Никитич                             | 11.09.1914 — 15.08.1941 | 8.04.1942                                                  | Русский        | | Командир группы Гдовского партизанского отряда                                        | Погиб в бою                                     |
| 158 | Никифоров, Владимир Иванович                      | 17.11.1924 — 17.10.1982 | 2.04.1944                                                  | Русский        | | Командир партизанского отряда                                                         |                                                 |
| 159 | Новак, Терентий Фёдорович                         | 30.10.1912 — 11.08.1983 | 10.05.1965                                                 | Украинец       | | Руководитель подпольной организаций Ровно, командир партизанского соединения          |                                                 |
| 160 | Одуха, Антон Захарович                            | 25.02.1910 — 15.05.1967 | 7.08.1944                                                  | Украинец       | | Командир партизанского соединения                                                     |                                                 |
| 161 | Озмитель, Фёдор Фёдорович                         | 13.08.1918 — 15.06.1944 | 5.11.1944                                                  | Украинец       | улица в Жанаконыс | Командир партизанского отряда «Гром»                                                  | Погиб в бою                                     |
| 162 | Омельянюк, Владимир Степанович                    | 20.05.1917 — 26.05.1942 | 8.05.1965                                                  | Украинец       | улицы в Дно и Минске | Член подпольной группы г. Минска                                                      | Убит                                            |
| 163 | Орлов, Николай Сергеевич                          | 29.12.1919 — 29.09.1982 | 2.05.1945                                                  | Русский        | | Командир партизанской группы минёров                                                  |                                                 |
| 164 | Орловский, Кирилл Прокофьевич                     | 30.01.1895 — 13.01.1968 | 20.09.1943                                                 | Русский        | улицы в Бобруйске и Клецке | Командир партизанского отряда «Соколы»                                                |                                                 |
| 165 | Осипова, Мария Борисовна                          | 27.12.1908 — 05.02.1999 | 29.10.1943                                                 | Белоруска      | | Руководитель подпольной группы в Минске                                               |                                                 |
| 166 | Ошкалнс, Отомар Петрович                          | 12.04.1904 — 01.09.1947 | 28.06.1945                                                 | Латыш          | улица в Гулбене | Командир партизанской бригады                                                         |                                                 |
| 167 | Павлов, Владимир Владимирович                     | 29.11.1921 — 08.07.1975 | 2.05.1945                                                  | Русский        | | Командир группы подрывников                                                           |                                                 |
| 168 | Павловский, Фёдор Илларионович                    | 27.11.1908 — 06.04.1989 | 6.08.1941                                                  | Украинец       | | Командир партизанского отряда «Красный Октябрь»                                       |                                                 |
| 169 | Парахневич, Владимир Алексеевич                   | 18.01.1918 — 28.07.1980 | 15.08.1944                                                 | Белорус        | улица в Бобруйске | Комиссар партизанского отряда                                                         |                                                 |
| 170 | Петров, Михаил Иванович                           | 22.09.1918 — 14.06.1944 | 5.11.1944                                                  | Русский        | | Начальник разведки партизанского отряда                                               | Погиб в бою                                     |
| 171 | Петров, Михаил Илларионович                       | 13.01.1919 — 06.06.1998 | 7.08.1944                                                  | Русский        | | Командир партизанского отряда                                                         |                                                 |
| 172 | Петрова, Антонина Васильевна                      | 14.03.1915 — 04.11.1941 | 8.04.1942                                                  | Русская        | улица в Луге | Партизанка-разведчица                                                                 | Погибла в бою                                   |
| 173 | Пироговский, Александр Сидорович                  | 24.08.1897 — 06.11.1943 | 2.05.1945                                                  | Украинец       | улица в Киеве | Секретарь Киевского подпольного райкома КП(б)У                                        | Расстрелян                                      |
| 174 | Плохой, Василий Павлович                          | 20.03.1919 — 27.09.1988 | 2.04.1944                                                  | Русский        | | Командир партизанского отряда                                                         |                                                 |
| 175 | Покровский, Георгий Фёдорович                     | 15.01.1915 — 04.06.2002 | 15.08.1944                                                 | Русский        | | Командир партизанской бригады «Народные мстители»                                     |                                                 |
| 176 | Покровский, Николай Прокофьевич                   | 9.05.1909 — 04.08.1976  | 15.08.1944                                                 | Русский        | | Командир партизанской бригады «Беларусь»                                              |                                                 |
| 177 | Полетаев, Фёдор Андрианович                       | 14.05.1909 — 02.02.1945 | 26.12.1962                                                 | Русский        | улицы в Рязани, Москве, Липецке, Черновцах, Скопине | Участник движения Сопротивления в Италии                                              | Погиб в бою                                     |
| 178 | Попудренко, Николай Никитич                       | 28.12.1906 — 07.07.1943 | 15.08.1943                                                 | Украинец       | железнодорожная станция в Черниговской области, улицы в Киеве, Чернигове и Нежине | Командир партизанского соединения                                                     | Погиб в бою                                     |
| 179 | Порик, Василий Васильевич                         | 17.02.1920 — 22.07.1944 | 21.07.1964                                                 | Русский        | улицы в Киеве, Виннице, Хмельницком | Участник движения Сопротивления во Франции                                            | Расстрелян                                      |
| 180 | Портнова, Зинаида Мартыновна                      | 20.02.1926 — 01.1944    | 1.07.1958                                                  | Белоруска      | улица в Ленинграде | Разведчица партизанского отряда                                                       |                                                 |
| 181 | Приходько, Николай Тарасович                      | 22.05.1920 — 22.02.1943 | 26.12.1943                                                 | Украинец       | | Связной партизанского отряда                                                          | Застрелился во избежание плена                  |
| 182 | Прокопюк, Николай Архипович                       | 7.06.1902 — 11.06.1975  | 5.11.1944                                                  | Украинец       | улица в Староконстантинове | Командир партизанского соединения «Охотники»                                          |                                                 |
| 183 | Прудников, Михаил Сидорович                       | 15.04.1913 — 24.06.1995 | 20.09.1943                                                 | Русский        | | Командир партизанской бригады «Неуловимые»                                            |                                                 |
| 184 | Рабцевич, Александр Маркович                      | 14.03.1898 — 11.04.1961 | 5.11.1944                                                  | Белорус        | улица в посёлке Кировск Могилёвской области | Командир партизанского отряда «Храбрецы»                                              |                                                 |
| 185 | Ратушная, Лариса Степановна                       | 9.01.1921 — 18.03.1944  | 8.05.1965                                                  | Украинка       | улица в Винницах | Связная партизанского отряда                                                          | Убита                                           |
| 186 | Ревякин, Василий Дмитриевич                       | 26.04.1918 — 14.04.1944 | 8.05.1965                                                  | Русский        | площадь и улица в Севастополе | Руководитель подпольной организации в Севастополе                                     | Расстрелян                                      |
| 187 | Резуто, Дмитрий Миронович                         | 9.09.1913 — 23.09.1976  | 2.05.1945                                                  | Украинец       | | Командир партизанской группы подрывников                                              |                                                 |
| 188 | Ренов, Василий Иванович                           | 14.04.1921 — 28.08.1996 | 2.05.1945                                                  | Русский        | | Командир партизанской группы подрывников                                              |                                                 |
| 189 | Романов, Павел Минаевич                           | 29.09.1905 — 13.05.1944 | 15.08.1944                                                 | Белорус        | улица в Добруше | Командир партизанской бригады «За Советскую Белоруссию»                               | Погиб в бою                                     |
| 190 | Ромашин, Михаил Петрович                          | 24.11.1905 — 09.09.1964 | 1.09.1942                                                  | Русский        | улица в Брянске | Командир партизанской бригады имени Н. А. Щорса                                       |                                                 |
| 191 | Руднев, Семён Васильевич                          | 27.02.1899 — 04.08.1943 | 4.01.1944                                                  | Русский        | родное село, улицы в Путивле, Севастополе | Комиссар партизанского соединения                                                     | Погиб в бою                                     |
| 192 | Рябок, Владимир Самсонович                        | 5.05.1914 — 29.05.1942  | 1.09.1942                                                  | Русский        | улица в Любохне | Командир разведки партизанского отряда                                                | Погиб в бою                                     |
| 193 | Сабуров, Александр Николаевич                     | 1.08.1908 — 15.04.1974  | 18.05.1942                                                 | Русский        | улицы в Житомире, Киеве, Овруче, Чернигове | Командир партизанского соединения                                                     |                                                 |
| 194 | Самсонс, Вилис Петрович                           | 03.12.1920 — 17.09.2011 | 28.06.1945                                                 | Латыш          | | Командир партизанской бригады                                                         |                                                 |
| 195 | Сафронова, Валентина Ивановна                     | 1918 — 01.05.1943       | 8.05.1965                                                  | Русская        | улица в Брянске | Партизанка-разведчица                                                                 | Погибла в застенках                             |
| 196 | Сельгиков, Михаил Арыкович                        | 17.12.1920 — 16.05.1985 | 8.05.1965                                                  | Калмык         | улица в Элисте | Заместитель командира партизанского отряда по разведке и диверсиям                    |                                                 |
| 197 | Сергиенко, Иван Васильевич                        | 24.02.1918 — 25.01.1943 | 8.05.1965                                                  | Украинец       | улица в Киеве | Секретарь запасного Киевского подпольного обкома КП(б)У                               | Расстрелян                                      |
| 198 | Сергунин, Иван Иванович                           | 12.08.1916 — 03.07.1998 | 2.04.1944                                                  | Русский        | | Комиссар 5-й Ленинградской партизанской бригады                                       |                                                 |
| 199 | Сикорский, Сергей Иванович                        | 11.09.1907 — 28.04.1960 | 1.01.1944                                                  | Белорус        | улицы в Бобруйске и Бресте | Командир Брестского партизанского соединения                                          |                                                 |
| 200 | Сильницкий, Михаил Фёдорович                      | 20.10.1920 — 28.03.1942 | 15.05.1942                                                 | Белорус        | улица в Витебске | Пулемётчик партизанского отряда                                                       | Погиб в бою                                     |
| 201 | Симоненко, Николай Дмитриевич                     | 14.05.1915 — 18.11.1981 | 4.01.1944                                                  | Украинец       | | Командир партизанского отряда                                                         |                                                 |
| 202 | Синичкин, Фёдор Михайлович                        | 27.12.1901 — 17.07.1962 | 15.08.1944                                                 | Русский        | улица в Слониме | Командир партизанских бригад «Ленинской» и имени С. М. Кирова                         |                                                 |
| 203 | Скоков, Александр Иванович                        | 25.07.1925 — 07.12.1942 | 8.05.1965                                                  | Русский        | улица в селе Величаевском | Руководитель подпольной организации с. Величаевское Ставропольского края              | Расстрелян                                      |
| 204 | Соколов, Дмитрий Иванович                         | 24.10.1924 — 07.02.1997 | 2.04.1944                                                  | Русский        | | Командир разведки партизанского полка                                                 |                                                 |
| 205 | Солнцев, Сергей Иванович (Герой Советского Союза) | 5.03.1906 — 20.11.1941  | 11.03.1942                                                 | Русский        | улица в Рузе | Командир партизанского отряда                                                         | Казнён                                          |
| 206 | Соснина, Нина Ивановна                            | 30.11.1923 — 31.08.1943 | 8.05.1965                                                  | Русская        | улица в Бердичеве | Руководитель подпольной организации г. Малин                                          | Погибла в бою                                   |
| 207 | Сташков, Николай Иванович                         | 15.04.1907 — 26.01.1943 | 2.05.1945                                                  | Болгарин       | улица в Днепропетровске | Секретарь Днепропетровского подпольного обкома КП(б)У                                 | Расстрелян                                      |
| 208 | Стрелец, Филипп Евдокимович                       | 1.10.1919 — 06.02.1942  | 1.09.1942                                                  | Украинец       | улица в Мироновке | Командир партизанского отряда                                                         | Погиб в бою                                     |
| 209 | Судмалис, Имант Янович                            | 18.03.1916 — 25.05.1944 | 23.10.1957                                                 | Латыш          | улица в Минске | Руководитель комсомольского подполья в Риге                                           | Казнён                                          |
| 210 | Тараканов, Алексей Фёдорович                      | 17.03.1912 — 30.11.1971 | 2.04.1944                                                  | Русский        | | Командир партизанского полка                                                          |                                                 |
| 211 | Тараскин, Павел Андреевич                         | 18.08.1910 — 22.01.1943 | 8.05.1965                                                  | Русский        | | Руководитель подпольной организации г. Малин                                          | Расстрелян                                      |
| 212 | Тимощук, Василий Иванович                         | 22.06.1907 — 23.02.1970 | 24.03.1944                                                 | Украинец       | | Командир партизанского отряда                                                         |                                                 |
| 213 | Тимчук, Иван Матвеевич                            | 14.02.1901 — 17.10.1982 | 1.01.1944                                                  | Украинец       | | Командир 1-й антифашистской партизанской бригады                                      |                                                 |
| 214 | Титков, Иван Филиппович                           | 27.08.1912 — 23.07.1982 | 1.01.1944                                                  | Русский        | | Командир партизанской бригады «Железняк»                                              |                                                 |
| 215 | Тихомиров, Владимир Андреевич                     | 11.07.1921 — 06.06.1976 | 1.01.1944                                                  | Русский        | | Командир 12-й кавалерийской партизанской бригады имени И. В. Сталина                  |                                                 |
| 216 | Тканко, Александр Васильевич                      | 23.12.1916 — 18.04.2006 | 4.01.1944                                                  | Украинец       | | Командир партизанского соединения                                                     |                                                 |
| 217 | Токуев, Григорий Аркадьевич                       | 23.12.1917 — 14.09.1995 | 15.08.1944                                                 | Русский        | | Командир партизанского диверсионного отряда                                           |                                                 |
| 218 | Топвалдыев, Мамадали                              | 20.09.1919 — 07.05.1969 | 15.08.1944                                                 | Узбек          | улицы в Фергане, Риштане, Хамзе Ферганской области | Командир партизанского отделения разведки                                             |                                                 |
| 219 | Троян, Надежда Викторовна                         | 24.10.1921 — 07.09.2011 | 29.10.1943                                                 | Белоруска      | | Подпольщица-связная партизанского отряда                                              |                                                 |
| 220 | Туркенич, Иван Васильевич                         | 15.02.1920 — 14.08.1944 | 5.05.1990                                                  | Украинец       | улицы в Воронеже, Луганске, Краснодоне, Горловке и других городах | Командир подпольной организации «Молодая гвардия» в Краснодоне                        | Умер от ран, полученных в бою                   |
| 221 | Тутученко, Семён Павлович                         | 2.02.1913 — 04.01.1994  | 7.08.1944                                                  | Украинец       | | Командир партизанского кавалерийского эскадрона                                       |                                                 |
| 222 | Тюленин, Сергей Гаврилович                        | 12.08.1925 — 31.01.1943 | 13.09.1943                                                 | Русский        | улицы в Запорожье, Омске, Симферополе, Красноярске, Липецке, Калининграде, Нижнем Новгороде | Член штаба подпольной организации «Молодая гвардия» в Краснодоне                      | Расстрелян                                      |
| 223 | Убийвовк, Елена Константиновна                    | 22.11.1918 — 26.05.1942 | 8.05.1965                                                  | Украинка       | улицы в Харькове, Полтаве, Глобино и в селе Великие Крынки, малая планета | Руководитель подпольной организации в Полтаве                                         | Расстреляна                                     |
| 224 | Урбанавичус, Бронислав Викентьевич                | 27.03.1918 — 08.09.1993 | 2.07.1945                                                  | Литовец        | | Командир партизанского отряда имени Костаса Калинаускаса                              |                                                 |
| 225 | Фёдоров, Владимир Дмитриевич                      | 20.07.1920 — 24.04.1998 | 6.03.1945                                                  | Русский        | | Партизан-разведчик                                                                    |                                                 |
| 226 | Фёдоров, Николай Петрович                         | 15.06.1915 — 17.04.1944 | 21.11.1944                                                 | Русский        | | Командир партизанского отряда                                                         | Погиб в бою                                     |
| 227 | Филипских, Евгений Фёдорович                      | 28.06.1914 — 10.06.1953 | 15.08.1944                                                 | Русский        | | Командир партизанской бригады «Пламя»                                                 |                                                 |
| 228 | Фильков, Василий Петрович                         | 10.08.1913 — 14.04.1943 | 4.01.1944                                                  | Русский        | | Командир диверсионного отряда                                                         | Погиб в бою                                     |
| 229 | Фролов, Николай Михайлович                        | 14.10.1924 — 12.05.1987 | 24.03.1944                                                 | Русский        | | Командир группы подрывников                                                           |                                                 |
| 230 | Харченко, Михаил Семёнович                        | 10.02.1918 — 12.12.1942 | 8.04.1942                                                  | Русский        | улицы в Санкт-Петербурге и Дедовичах | Командир пулемётного отделения                                                        | Погиб в бою                                     |
| 231 | Хомченовский, Владимир Антонович                  | 6.08.1920 — 19.12.1942  | 8.05.1965                                                  | Белорус        | | Заместитель командира партизанского отряда по разведке                                | Покончил с собой во избежание плена             |
| 232 | Хоружая, Вера Захаровна                           | 27.09.1903 — 11.1942    | 17.05.1960                                                 | Белоруска      | улицы в Минске, Бресте и Алма-Ате | Подпольщица связная ЦК КП(б)Б                                                         | Казнена                                         |
| 233 | Царюк, Владимир Зенонович                         | 20.12.1899 — 27.01.1957 | 15.08.1944                                                 | Белорус        | улицы в Барановичах и в Кореличах | Командир партизанского соединения                                                     |                                                 |
| 234 | Цымбал, Андрей Калинович                          | 13.12.1916 — 23.03.2006 | 2.05.1945                                                  | Украинец       | | Командир партизанского батальона                                                      |                                                 |
| 235 | Цымбалист, Иван Елисеевич                         | 28.10.1911 — 01.10.1960 | 4.01.1944                                                  | Украинец       | | Командир партизанской группы подрывников                                              |                                                 |
| 236 | Чайкина, Елизавета Ивановна                       | 28.08.1918 — 23.11.1941 | 6.03.1942                                                  | Русская        | улицы в Москве, Омске, Севастополе, Краснодаре, Петрозаводске и др. | Секретарь Пеновского подпольного райкома ВЛКСМ                                        | Расстреляна                                     |
| 237 | Чекалин, Александр Павлович                       | 25.03.1925 — 06.11.1941 | 4.02.1942                                                  | Русский        | город, улица в Туле | Партизан-разведчик                                                                    | Казнён                                          |
| 238 | Чепонис, Альфонсас Мотеюсович                     | 1924 — 24.01.1944       | 1.07.1958                                                  | Литовец        | улица в Каунасе | Партизан-радист                                                                       | Погиб в бою                                     |
| 239 | Чернышёв, Василий Ефимович                        | 26.08.1908 — 12.11.1969 | 1.01.1944                                                  | Русский        | улица в Барановичах | Командир областного партизанского соединения                                          |                                                 |
| 240 | Шевцова, Любовь Григорьевна                       | 8.09.1924 — 09.02.1943  | 13.09.1943                                                 | Русская        | улицы в Донецке, Липецке, Симферополе, Волгограде, Луганске, Владимире и др. | Член штаба подпольной организации «Молодая гвардия» в г. Краснодоне                   | Расстреляна                                     |
| 241 | Шевырев, Александр Иванович                       | 25.10.1917 — 21.10.1991 | 4.01.1944                                                  | Русский        | | Командир партизанского полка                                                          |                                                 |
| 242 | Шелушков, Григорий Иванович                       | 19.05.1899 — 30.05.1943 | 8.05.1965                                                  | Белорус        | | Секретарь Житомирского подпольного обкома КП(б)У                                      | Расстрелян                                      |
| 243 | Шихов, Александр Никитович                        | 14.08.1914 — 13.09.1995 | 5.11.1944                                                  | Русский        | | Командир партизанского отряда                                                         |                                                 |
| 244 | Шменкель, Фриц Пауль                              | 14.02.1916 — 22.02.1944 | 6.10.1964                                                  | Немец          | | Партизан-разведчик                                                                    | Казнён                                          |
| 245 | Шмырёв, Минай Филиппович                          | 23.12.1891 — 03.09.1964 | 15.08.1944                                                 | Белорус        | улица и парк в Витебске | Командир 1-й Белорусской партизанской бригады                                         |                                                 |
| 246 | Шумавцов, Алексей Семёнович                       | 27.03.1925 — 10.11.1942 | 12.10.1957                                                 | Русский        | | Руководитель подпольной группы в г. Людиново                                          | Расстрелян                                      |
| 247 | Щербак, Александр Михайлович                      | 22.02.1915 — 27.11.1942 | 8.05.1965                                                  | Украинец       | | Секретарь Харьковского подпольного обкома комсомола                                   | Погиб в бою                                     |
| 248 | Щербина, Василий Васильевич                       | 9.04.1914 — 23.09.1942  | 20.01.1943                                                 | Украинец       | улица в Воложине | Командир партизанского отряда                                                         | Погиб в результате несчастного случая           |
| 249 | Яремчук, Василий Максимович                       | 13.02.1910 — 27.04.1991 | 7.03.1943                                                  | Украинец       | | Командир партизанского отряда имени Кармалюка                                         |                                                 |

## Герои Российской Федерации
| №  | Фамилия Имя Отчество              | Годы жизни              | Дата Указа Президента Российской Федерации о награждении | Национальность | Их именами названы                             | Должность                                                      | Для погибших обстоятельства смерти |
| -- | --------------------------------- | ----------------------- | -------------------------------------------------------- | -------------- | ---------------------------------------------- | -------------------------------------------------------------- | ---------------------------------- |
| 1  | Ботян, Алексей Николаевич         | 10.02.1917 — 13.02.2020 | 09.05.2007                                               | Белорус        |                                                | Командир диверсионной группы                                   |                                    |
| 2  | Волошина, Вера Даниловна          | 30.09.1919 — 29.11.1941 | 6.05.1994                                                | Русская        | улица в Мытищах                                | Партизанка-разведчица                                          | Казнена                            |
| 3  | Жабон, Бадма Жапович              | 01.01.1919 — 26.12.1996 | 20.07.1996                                               | Бурят          |                                                | Командир партизанского отряда «Спартак»                        |                                    |
| 4  | Каракетов, Юнус Кеккезович        | 08.03.1919 — 08.06.1944 | 05.10.1995                                               | Карачаевец     | улица в селе Эльтаркач и в посёлке Моисеевщина | Командир взвода Сенненской партизанской бригады                | Погиб в бою                        |
| 5  | Колесников, Юрий Антонович        | 17.03.1922— 14.08.2013  | 7.12.1995                                                | Еврей          |                                                | Командир партизанского полка                                   |                                    |
| 6  | Титов, Анатолий Александрович     | 10.08.1923 — 02.06.2008 | 7.07.1994                                                | Русский        |                                                | Партизан-минёр                                                 |                                    |
| 7  | Третьякевич Виктор Иосифович      | 9.09.1924 — 15.01.1943  | 22.09.2022                                               | Белорус        |                                                | Комиссар подпольной организации «Молодая гвардия» в Краснодоне | Казнён                             |
| 8  | Узденов, Дугербий Танаевич        | 20.09.1917 — 07.06.2005 | 17.03.1995                                               | Карачаевец     |                                                | Командир партизанского отряда                                  |                                    |
| 9  | Хаиркизов, Кичибатыр Алимурзаевич | 16.02.1918 — 08.06.1944 | 05.10.1995                                               | Карачаевец     |                                                | Заместитель командира партизанской бригады                     | Погиб в бою                        |
| 10 | Чочуев, Харун Адамеевич           | 21.11.1919 — 25.12.1987 | 05.10.1995                                               | Карачаевец     |                                                | Командир партизанского отряда                                  |                                    |

## Портретная галерея
Партизаны и подпольщики на почтовых марках СССР, ГДР, Белоруссии.

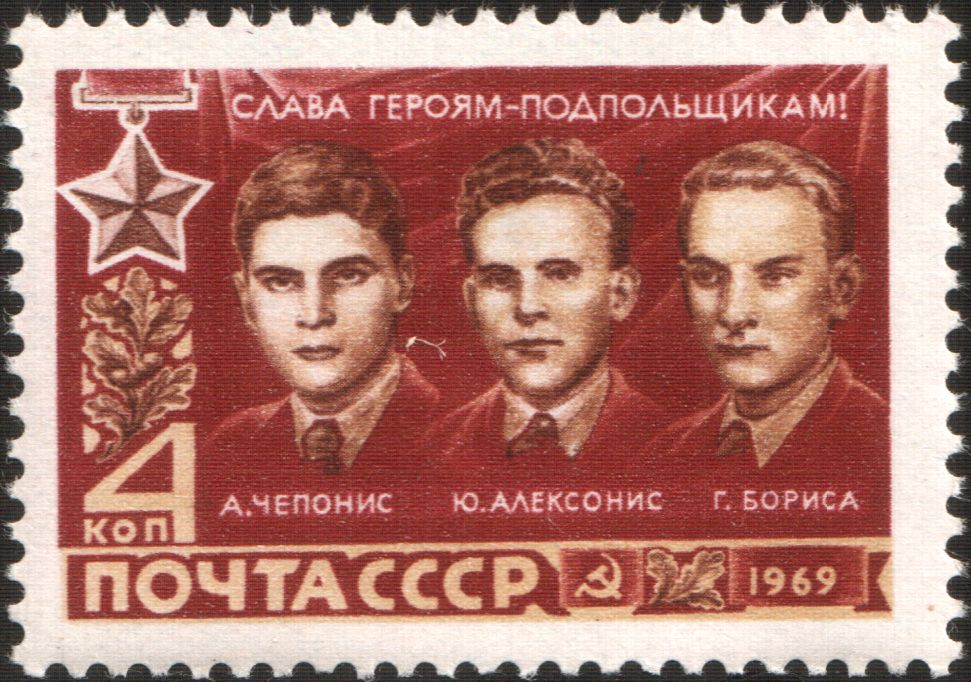
Альфонсас Чепонис, Юозас Алексонис, Губертас Бориса
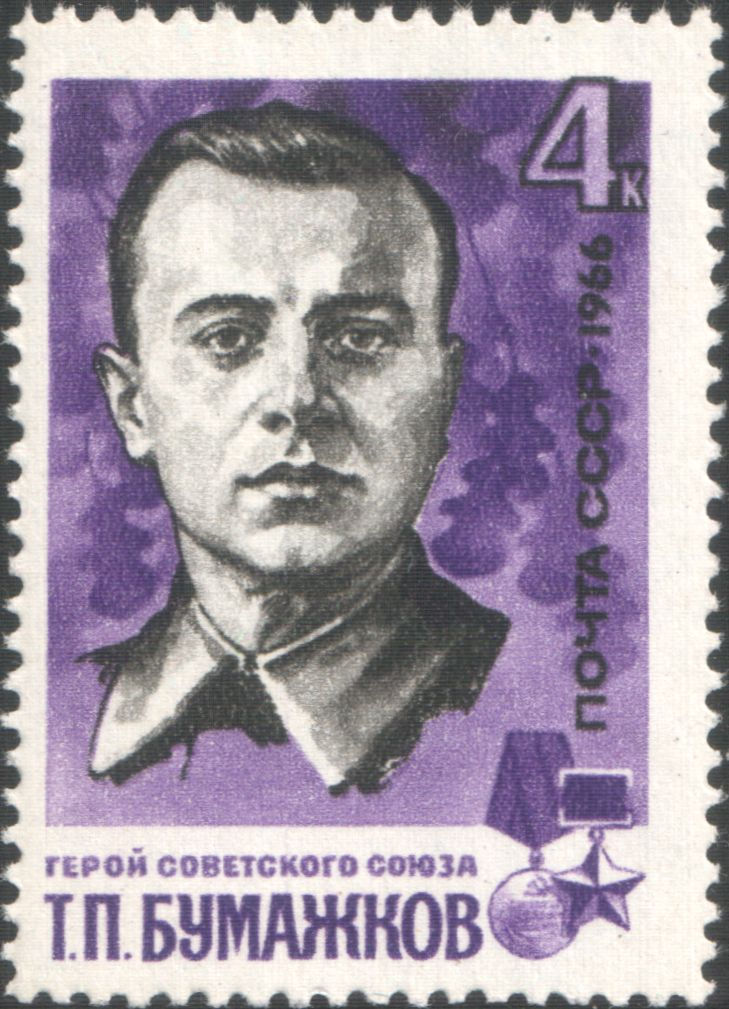
Тихон Пименович Бумажков
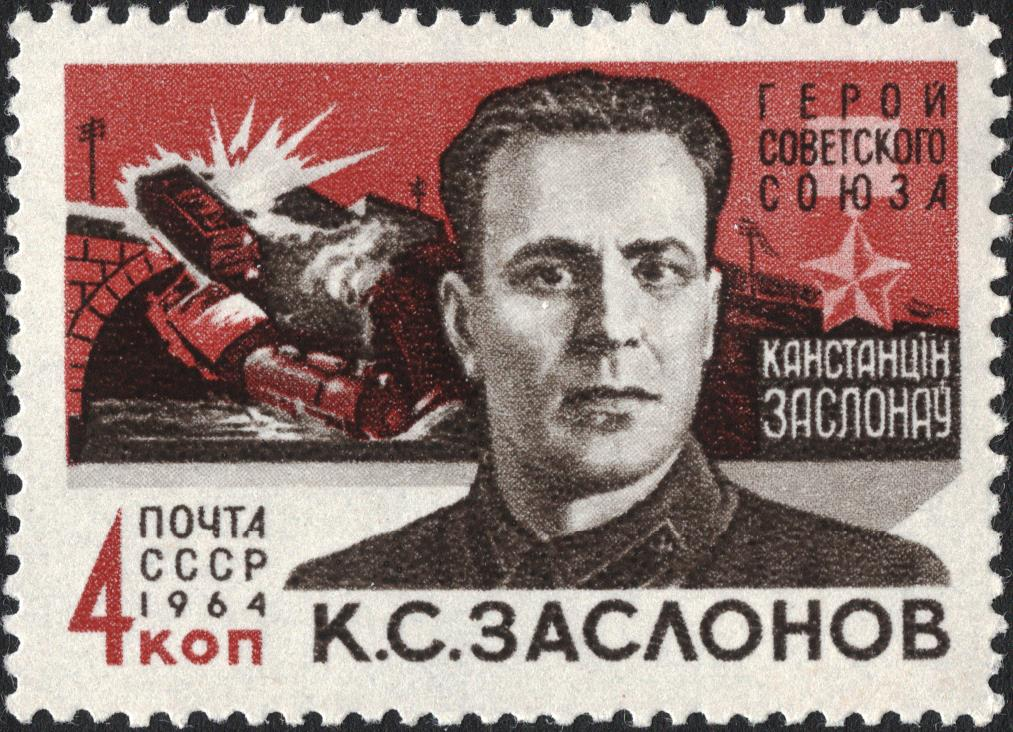
Константин Сергеевич Заслонов
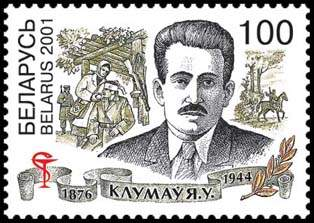
Евгений Владимирович Клумов
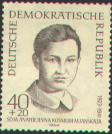
Зоя Космодемьянская
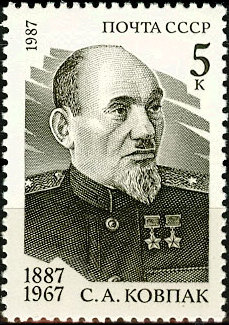
Сидор Артемьевич Ковпак
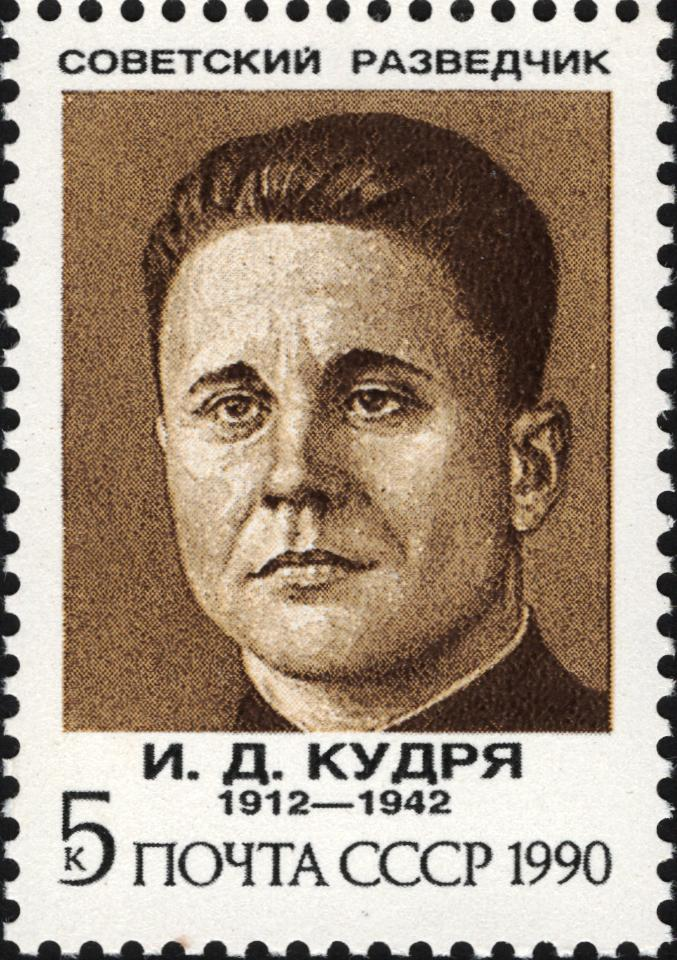
Иван Данилович Кудря
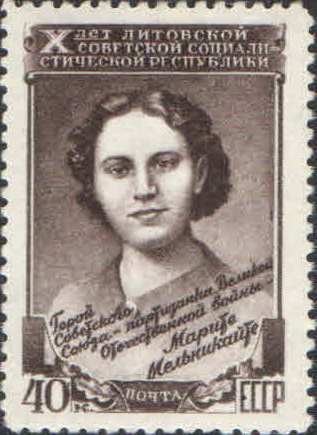
Мария Иозовна Мельникайте
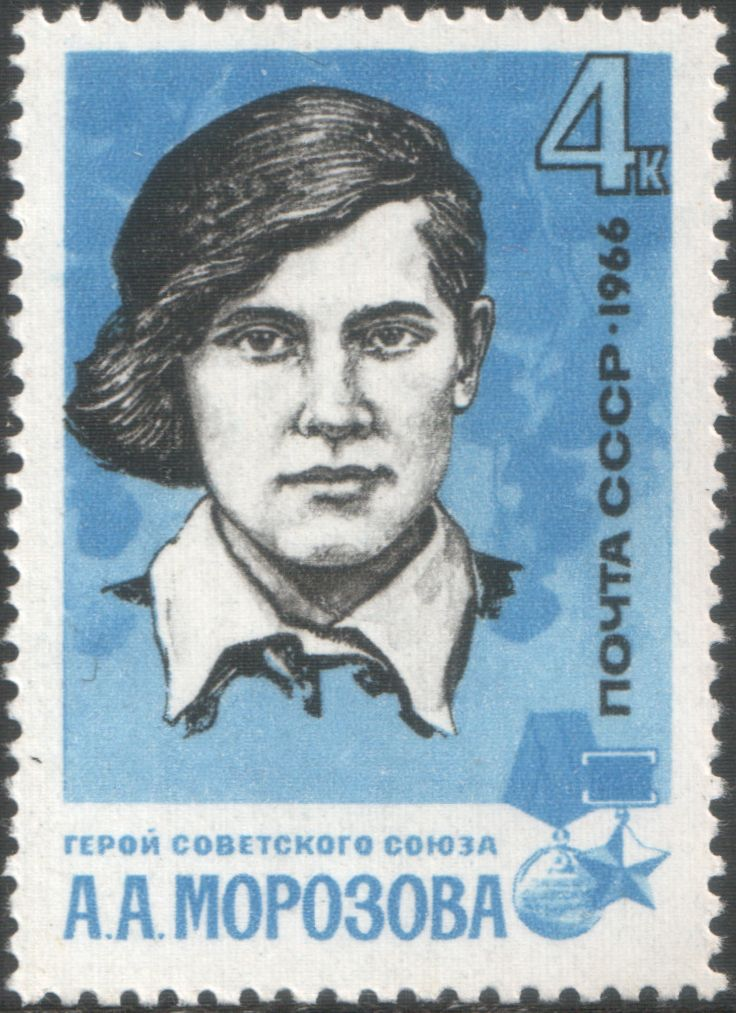
Анна Афанасьевна Морозова
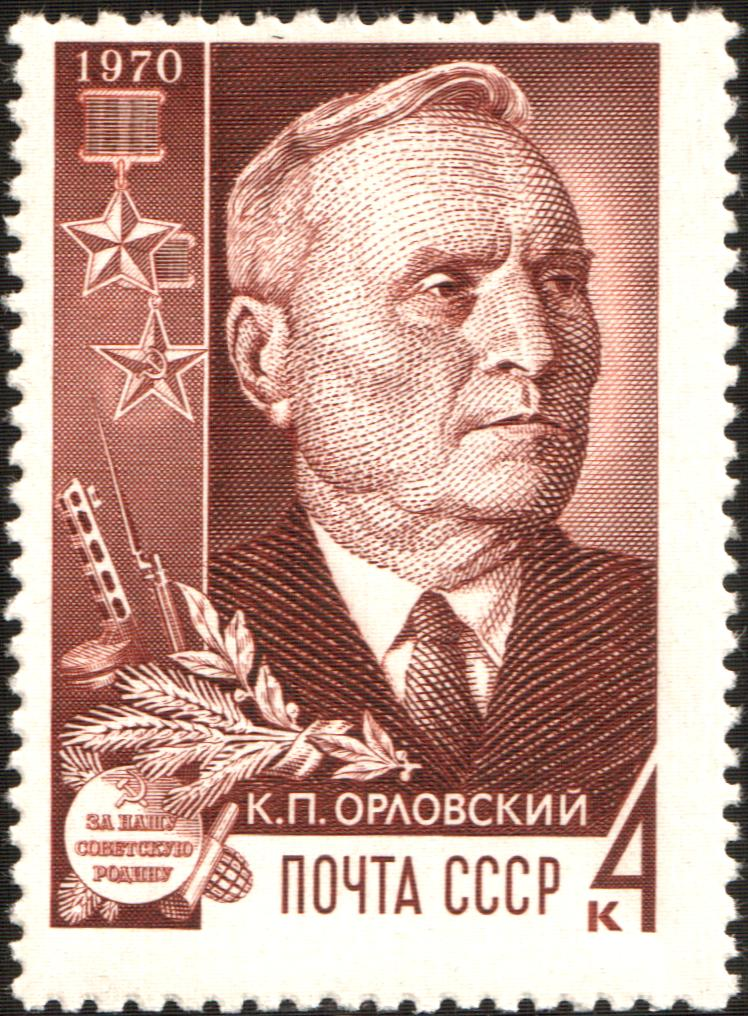
Кирилл Прокофьевич Орловский
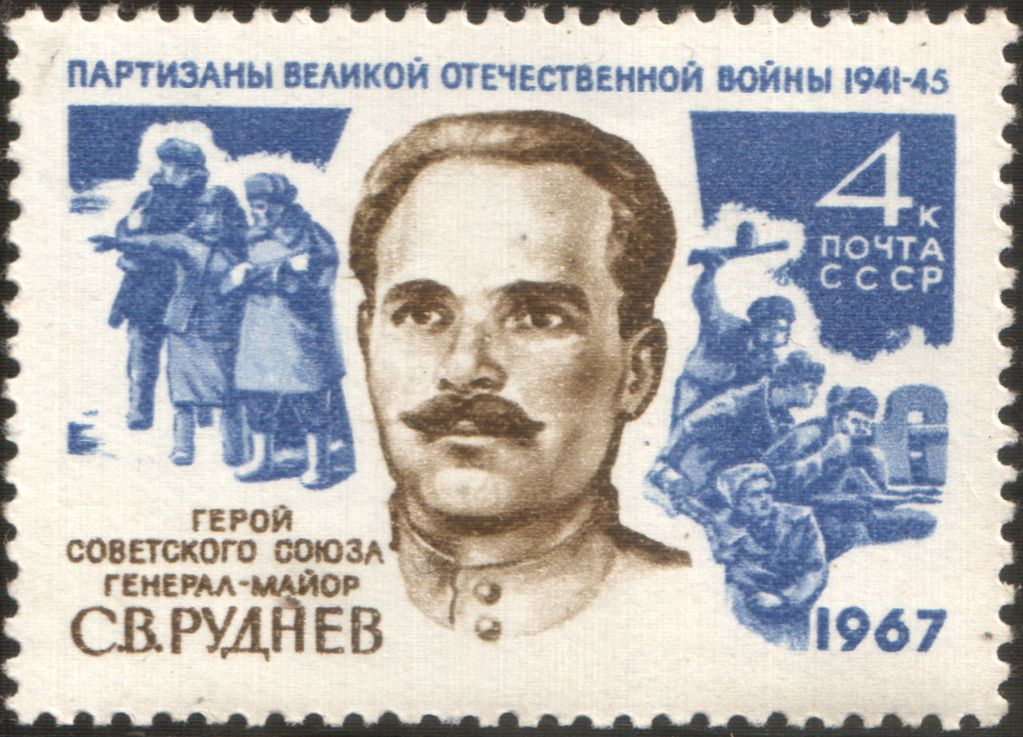
Семён Васильевич Руднев
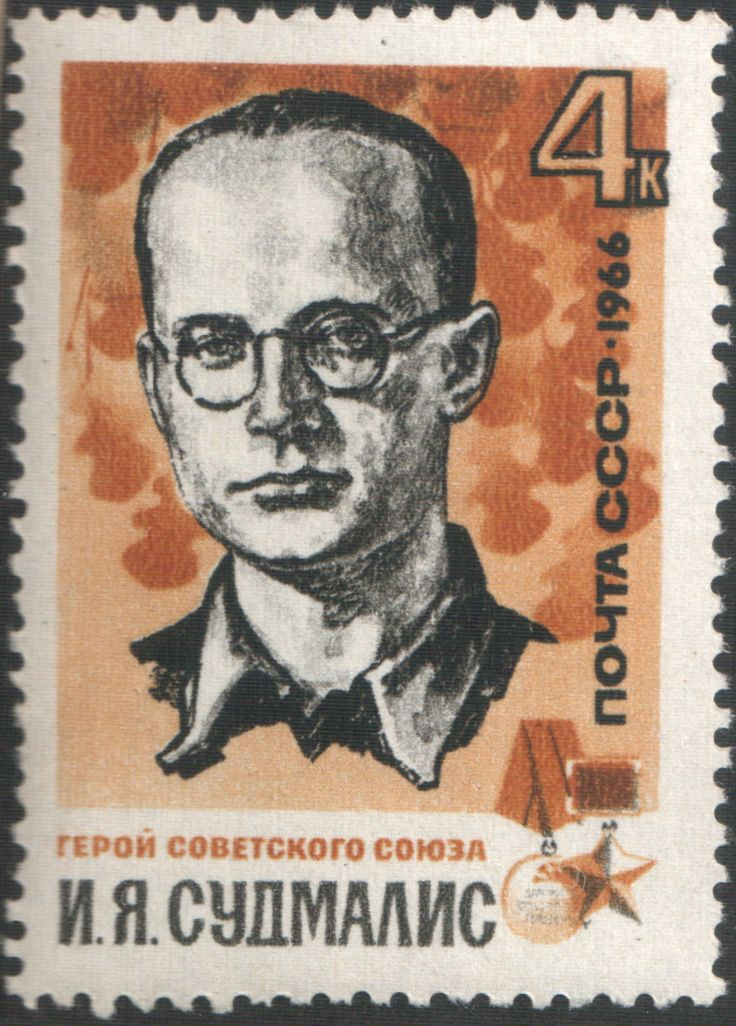
Имант Янович Судмалис
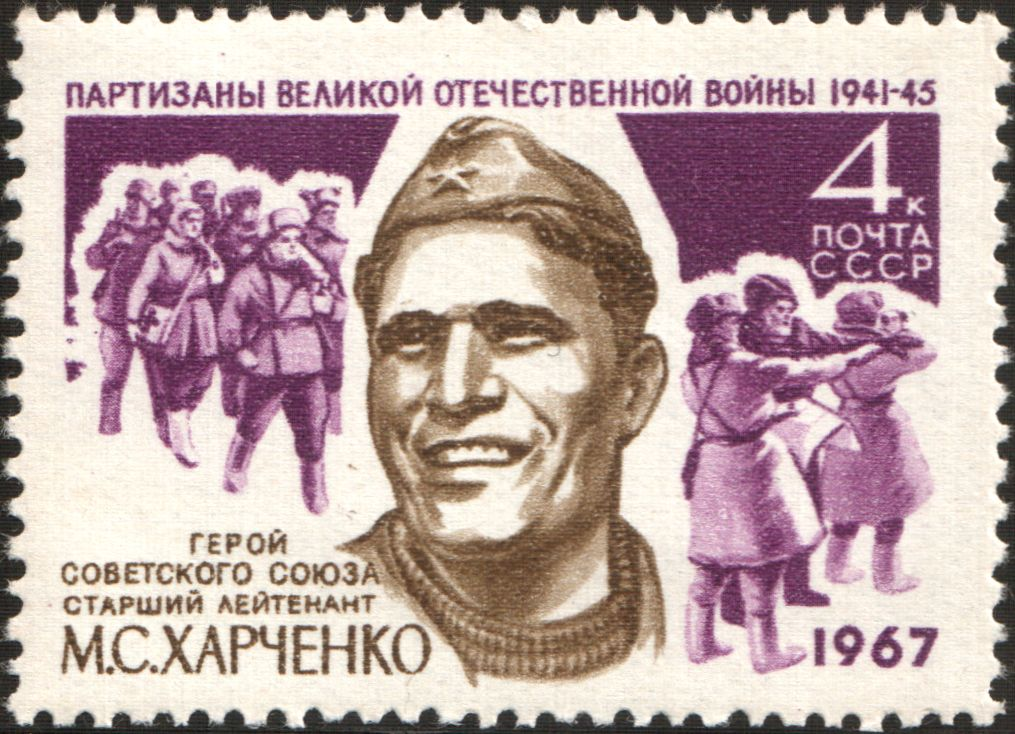
Михаил Семёнович Харченко
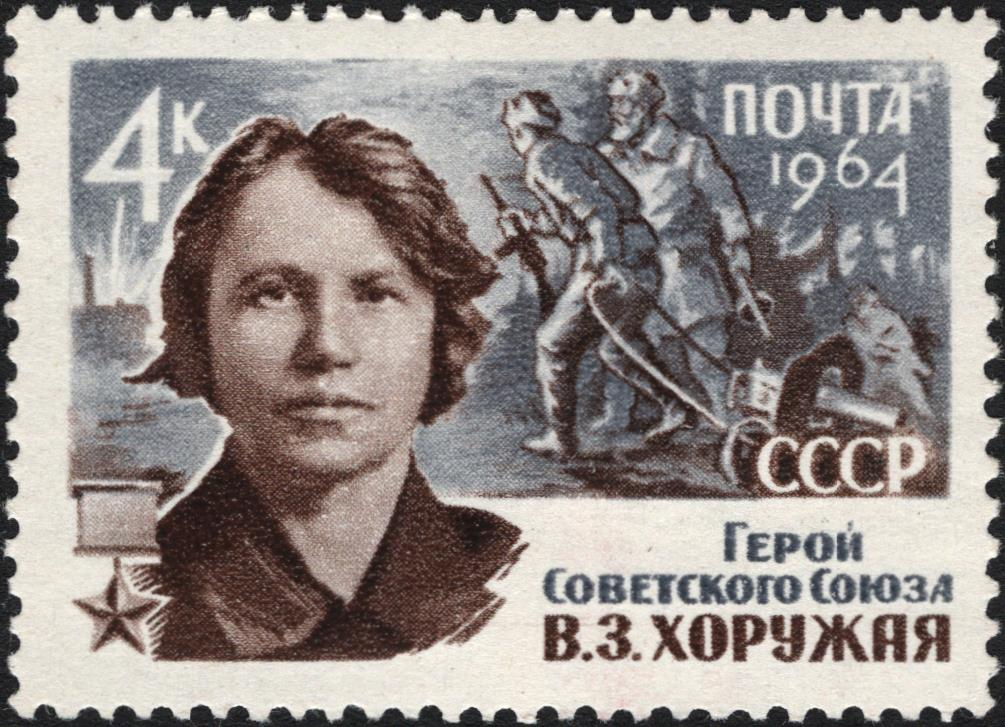
Вера Захаровна Хоружая
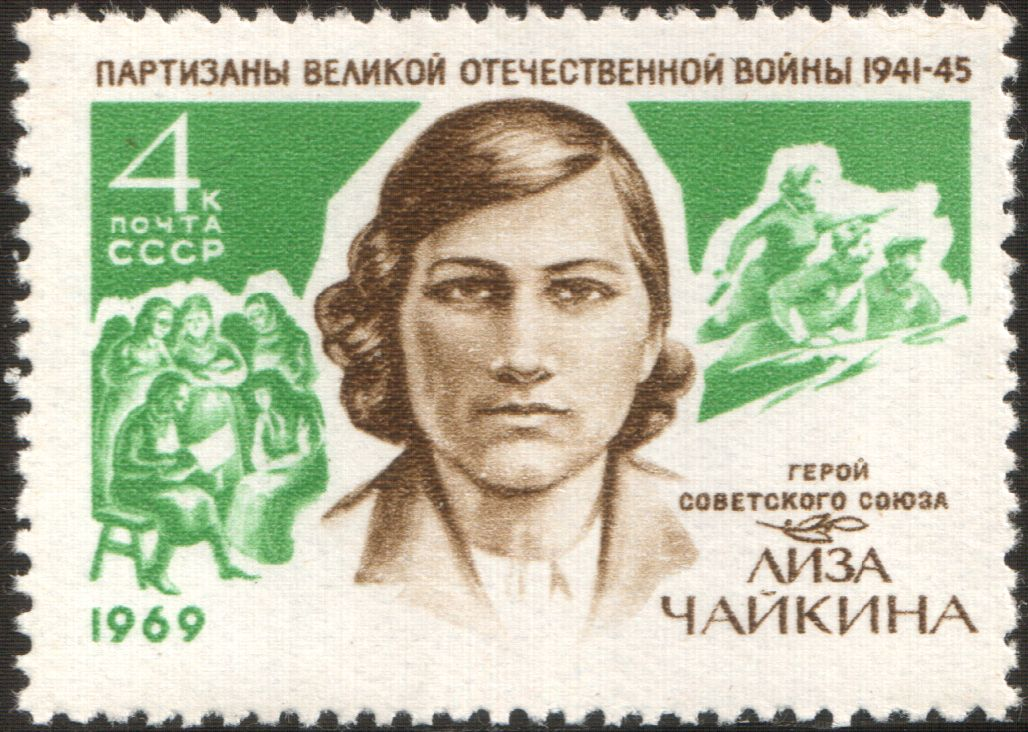
Елизавета Ивановна Чайкина
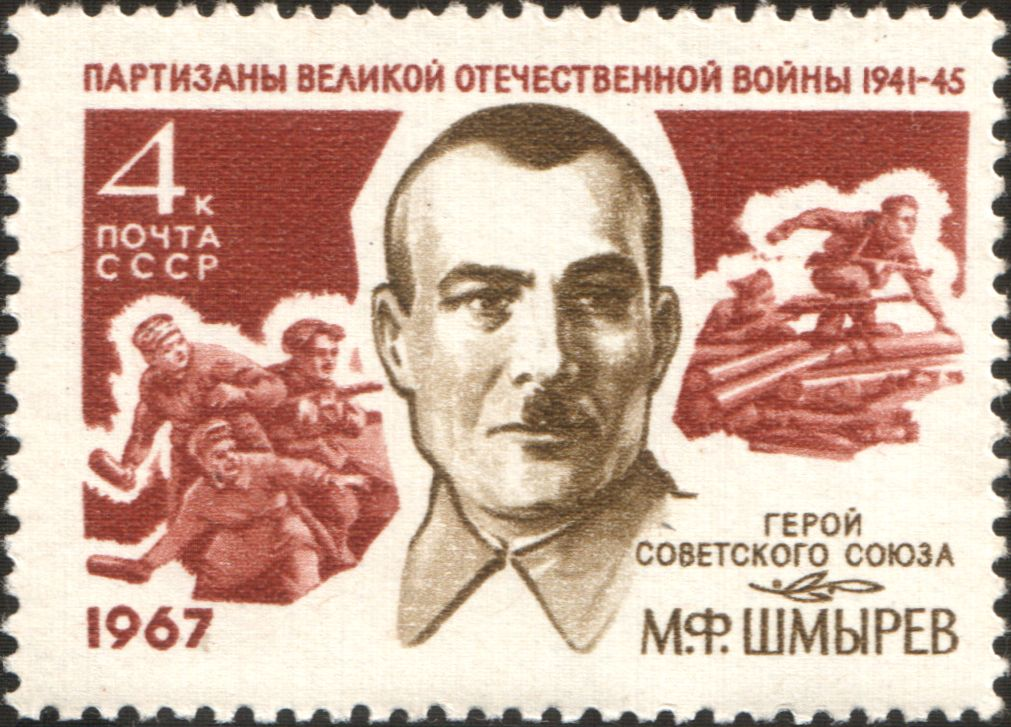
Минай Филиппович Шмырёв
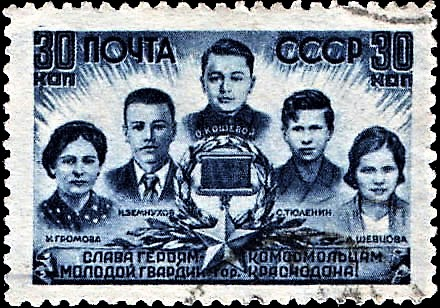
Молодогвардейцы: Ульяна Громова, Иван Земнухов, Олег Кошевой, Сергей Тюленин, Любовь Шевцова